# Larone
Die Larone (auch: Ruisseau de Larone genannt) ist ein Fluss in Frankreich, der im Département Tarn-et-Garonne in der Region Okzitanien verläuft. 

## Flusslauf
Die Larone entspringt am Nordrand des Waldgebietes Forêt Domaniale d’Agre, an der Gemeindegrenze von Lacourt-Saint-Pierre und Montech, entwässert generell Richtung Nordwest und mündet nach rund 24 Kilometern im nördlichen Gemeindegebiet von Castelsarrasin als linker Nebenfluss in den Tarn.
In ihrem Oberlauf quert die Larone den Canal de Montech, sowie die Autobahn A 62, die sie am Großteil ihres Weges parallel begleitet. Im Mündungsabschnitt verläuft der Fluss am Rande des Flugplatzes Aérodrome de Castelsarrasin–Moissac.

## Orte am Fluss
(Reihenfolge in Fließrichtung)
- Lacourt-Saint-Pierre
- Crubillés, Gemeinde Montech
- La Ville-Dieu-du-Temple
- Le Rouch, Gemeinde La Ville-Dieu-du-Temple
- Chemin Peyrat, Gemeinde La Ville-Dieu-du-Temple
- Bontens, Gemeinde Labastide-du-Temple
- Fond de Tuile, Gemeinde Castelsarrasin
- Cougé, Gemeinde Castelsarrasin
- Château Labrou, Gemeinde Castelsarrasin